# Scandia (tidskrift)
Scandia: Tidskrift för historisk forskning är en tidskrift för kritisk historisk forskning, vars första nummer utkom 1928. Initiativtagare var bland annat Lauritz Weibull och Curt Weibull i Lund samt Erik Arup i Köpenhamn. Syftet var då att bilda ett organ för den källkritiska skolan. 
Sedan starten har Scandia "strävat efter att publicera banbrytande artiklar med relevans for forskare, studenter, lärare och andra historiskt intresserade." Tidskriften behandlar centrala teman i nordisk och övrig europeisk historieforskning, historisk teori och metod samt historiografi. Den utkommer två gånger om året och klassificeras som en nivå 1-tidskrift enligt både Norska listan och den danska motsvarigheten BFI-listan (Den Bibliometriske Forskningsindikator).
Scandia är och har alltid varit affilierad med Historiska institutionen vid Lunds universitet. Många svenska historiker, bland andra Birgitta Odén, Arne Jarrick, Kristian Gerner och Dick Harrison, har publicerat artiklar i tidskriften.